# 観月園駅
観月園駅（かんげつえんえき）は、かつて北海道釧路市にあった釧路臨港鉄道（現在の太平洋石炭販売輸送）臨港線の駅である。

## 歴史
- 1926年（大正15年）6月1日：開業[1]。
- 1956年（昭和31年）11月10日：春採湖沿いへ線路移設により当駅移転。営業キロ0.1 km短縮。
- 1963年（昭和38年）11月1日：旅客営業廃止に伴い廃駅。

## 隣の駅
釧路臨港鉄道
臨港線
春採駅 - 観月園駅 - 沼尻駅
当駅の営業キロは城山駅より6.7 km、春採駅より1.2 km。